# Косолапово (Уренский район)
Косолапово — деревня в составе Горевского сельсовета в Уренском районе Нижегородской области.

## География
Находится на расстоянии примерно 12 километров по прямой на север от районного центра города Урень.

## История
Деревня основана в 1822 году переселенцами из деревни Косолапово Ковернинского района. До отмены крепостного права крестьяне относились к удельным. Жители относились к старообрядцам (поморцы-одночашечники). В 1870-х годах было учтено 6 хозяйств и 103 жителя. В советский период работал колхоз им. Свердлова.

## Население
Постоянное население составляло 19 человек (русские 100 %) в 2002 году, 5 в 2010.